# Накиети
Накиети (груз. ნაკიეთი) — село в Грузии, на территории Онского муниципалитета края (мхаре) Рача-Лечхуми и Нижняя Сванетия.

## География
Село находится в северной части Грузии, на правом берегу реки Риони, на расстоянии приблизительно 3 километров (по прямой) к северо-востоку от города Они, административного центра муниципалитета. Абсолютная высота — 902 метра над уровнем моря.

## Население
По результатам официальной переписи населения 2014 года, в Накиети проживало 93 человека (42 мужчины и 51 женщина). В национальной структуре населения грузины составляли 100 %.
| Год  | Население, человек |
| ---- | ------------------ |
| 2002 | 140                |
| 2014 | ↘ 93               |